# Суперкубок Мальти з футболу 2004
Суперкубок Мальти з футболу 2004  — 20-й розіграш турніру. Матч відбувся 24 серпня 2004 року між чемпіоном і володарем кубка Мальти клубом Сліма Вондерерс та віце-чемпіоном клубом Біркіркара.
| Володар Суперкубка Мальти 2004 |
| ------------------------------ |
|                                |
| Біркіркара Третій титул        |

## Матч

### Деталі
| 24 серпня 2004 |

| Сліма Вондерерс | 1:3 дч | Біркіркара            |
| --------------- | ------ | --------------------- |
| Дончич          |        | Галеа Дронка Тріганза |

| Національний стадіон, Та-Калі |